# Ochyrocera janthinipes
Ochyrocera janthinipes is een spinnensoort uit de familie Ochyroceratidae. De soort komt voor in Venezuela.